# Saint-Laurent-de-Mure
Saint-Laurent-de-Mure è un comune francese di 5 119 abitanti situato nel dipartimento del Rodano della regione Alvernia-Rodano-Alpi.

## Società

### Evoluzione demografica
Abitanti censiti

## Amministrazione

### Gemellaggi
- Chambave